# Крайні точки Словаччини
Це список крайніх географічних точок Словаччини

## Координати
- Північ: 49°36.8′ пн. ш. 19°27′ сх. д. / 49.6133° пн. ш. 19.450° сх. д.
Оравська Полгора, село у Жилінському краю, на кордоні з Польщею,
- Південь: 47°44′ пн. ш. 18°17.4′ сх. д. / 47.733° пн. ш. 18.2900° сх. д.
Патінце, село у Нітранському краю, на кордоні з Угорщиною,
- Захід: 48°22.8′ пн. ш. 16°50′ сх. д. / 48.3800° пн. ш. 16.833° сх. д.
Загорська Вес, села у Братиславському краю, на кордоні з Австрією,
- Схід: 49°05′ пн. ш. 22°33.5′ сх. д. / 49.083° пн. ш. 22.5583° сх. д.
поблизу Нової Седлиці, села у Пряшівському краю, на кордоні з Польщею та Україною.

## Відносно рівня моря
- Найвища: пік Герлаховський штит, Карпати, (2654,4 м), 49°10′2″ пн. ш. 20°7′52″ сх. д. / 49.16722° пн. ш. 20.13111° сх. д.
- Найнижча: Клін-над-Бодроґом, Кошицький край, (94,3 м), 48°23′00″ пн. ш. 21°44′00″ сх. д. / 48.38333° пн. ш. 21.73333° сх. д.